# چری تیگو ۳
چری تیگو ۳ یا در اصل چری تیگو (چینی ساده: 奇瑞瑞虎; پین‌یین: Qíruì Ruìhǔ) خودرویی در کلاس کامپکت اس‌یووی و ساخت شرکت چینی چری اتومبیل است؛ که از سال ۲۰۰۵ در حال تولید است. این خودرو نخستین عضو خانوادهٔ چری تیگو است. این خودرو در سال ۲۰۱۰ فیس‌لیفت شد و در سال ۲۰۱۴ به چری تیگو ۳ تغییر نام داد. این خودرو توسط شرکت مدیران خودرو  در بازار ایران با نام ام‌وی‌ام ایکس۳۳ مونتاژ و به مشتریان عرضه شد.

## بررسی
این خودرو دارای موتوری با حجم ۲۰۰۰ سی‌سی با ۱۳۹ اسب بخار قدرت می‌باشد و تاکنون در چین، مصر، اندونزی، روسیه، ایران و برخی کشورهای آمریکای جنوبی از جمله برزیل تولید شده است. 
در طراحی مدل ابتدایی آن می‌شد شباهت‌هایی به سایر خودروهای اس‌یووی و به‌طور ویژه هوندا سی‌آر-وی و تویوتا راو۴ را مشاهده کرد.
چری تیگو در کلاس کامپکت اس‌یووی قرار گرفته، طول آن در حالت استاندارد ۴٬۲۸۵ میلیمتر (۱۶۸٫۷ اینچ)، عرض آن در حالت استاندارد ۱٬۷۶۵ میلیمتر (۶۹٫۵ اینچ) و ارتفاع آن ۱٬۷۰۵ میلیمتر (۶۷٫۱ اینچ) است.
تیگو از موتور مشترک با ام‌وی‌ام ۵۳۰ بهره می‌برد و یکی از معدود خودروهای SUV تک دیفرانسیل به حساب می‌آید. حداکثر سرعتش ۱۷۰ کیلومتر و حجم مخزن سوختش ۵۷ لیتر می‌باشد که مصرف سوخت ترکیبی آن صدی ۷.۸ است.

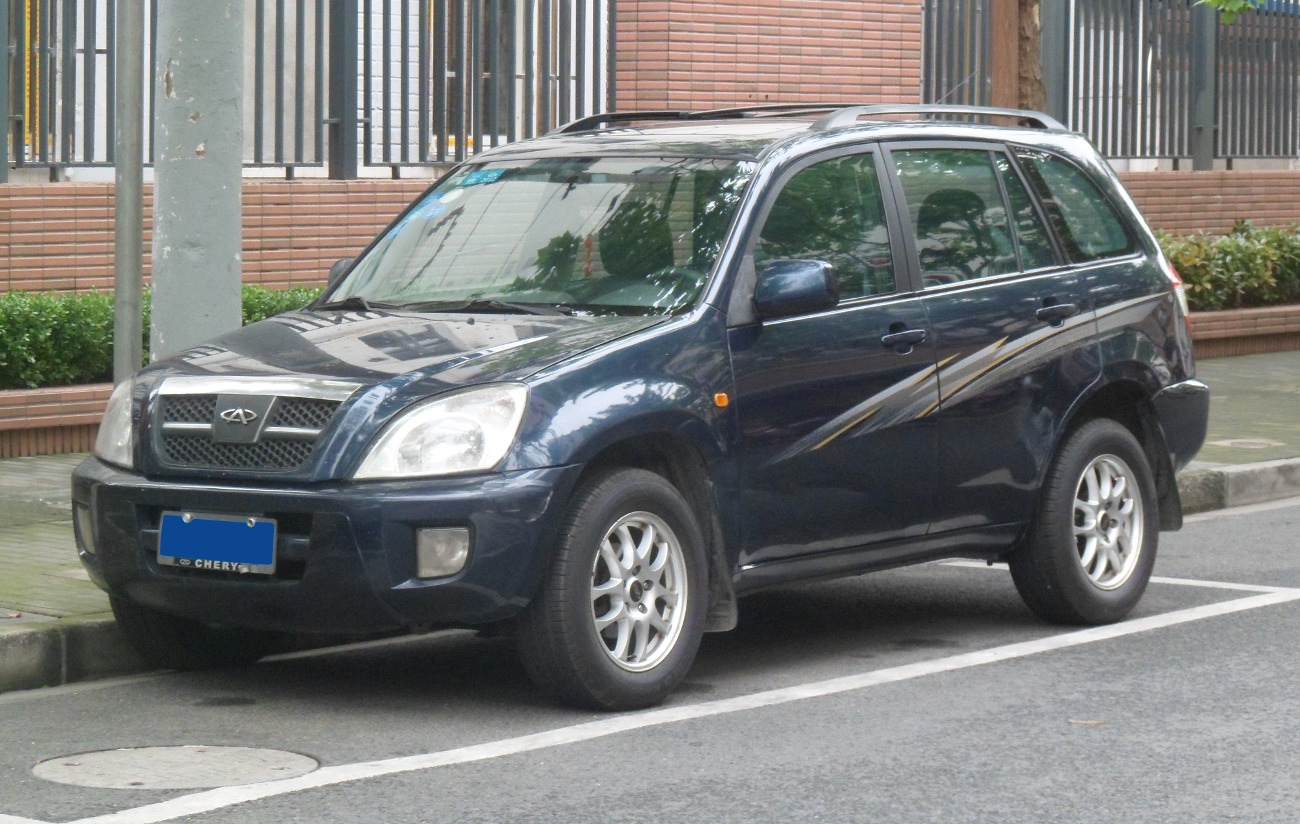
چری تیگو ۲۰۰۵
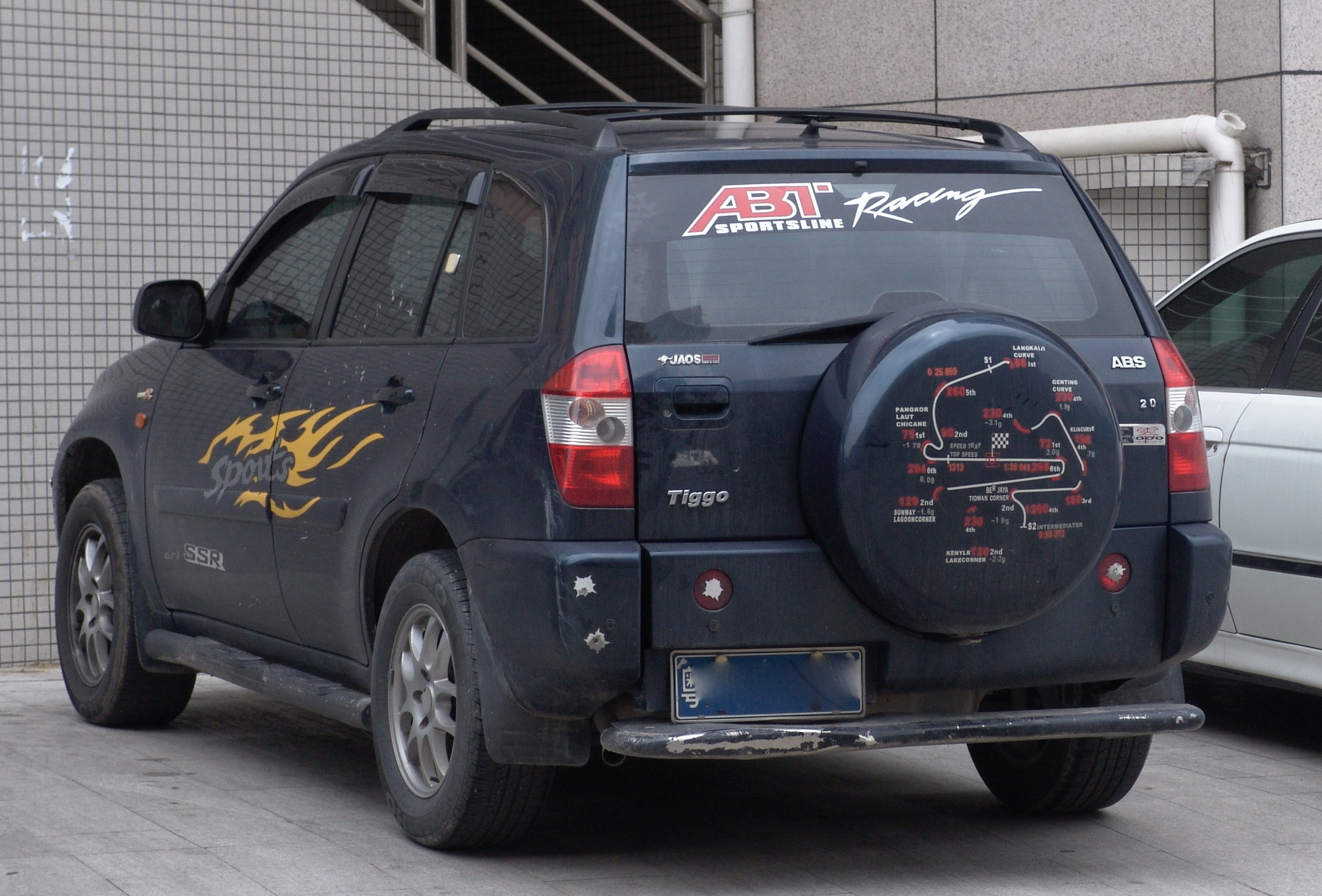
چری تیگو ۲۰۰۵

## فیس‌لیفت
لازم به ذکر است که از این فیس‌لیفت‌ها، گاهی با عنوان «نسل» یاد می‌شود که با توجه به یکسان بودن پلت‌فرم و همچنین عدم تغییر آنچنانی در ساختار کلی خودرو به‌ویژه نمای بغل و عقب پس از این فیس‌لیفت‌ها، استفاده از این عنوان درست نیست.

### ۲۰۱۰
در سپتامبر ۲۰۱۰، چری مدل جدید تیگو را با مدل سال ۲۰۱۱ در بازار چین عرضه کرد. علاوه بر ۳ موتور قبلی (۱٫۶، ۱٫۸ و ۲٫۰)، در این فیس‌لیفت یک موتور ۱٫۶ لیتری مجهز به سوپرشارژر با حداکثر قدرت ۱۱۰ کیلووات (۱۵۰ اسب بخار متری؛ ۱۴۸ اسب بخار) در ۵۵۰۰ دور در دقیقه و حداکثر گشتاور  ۲۰۵ نیوتن متر (۱۵۱ پوند نیرو-فوت) در بین ۳۵۰۰ تا ۴۵۰۰ دور در دقیقه نیز برای این خودرو در دسترس قرار گرفت. در فیس‌لیفت ۲۰۱۰، طراحی نمای جلو و چراغ‌های عقب دچار بازنگری شده‌اند.

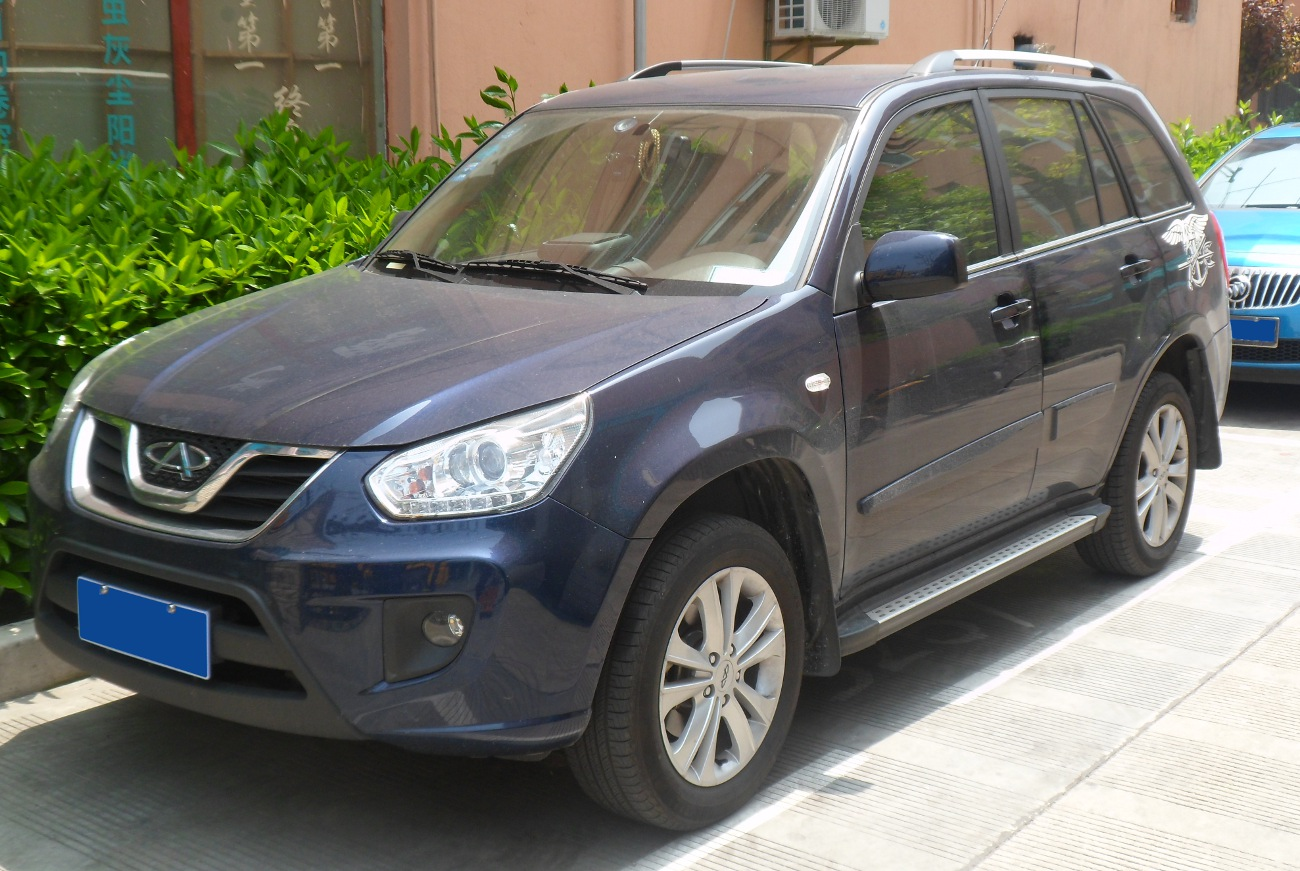
چری تیگو ۲۰۱۰
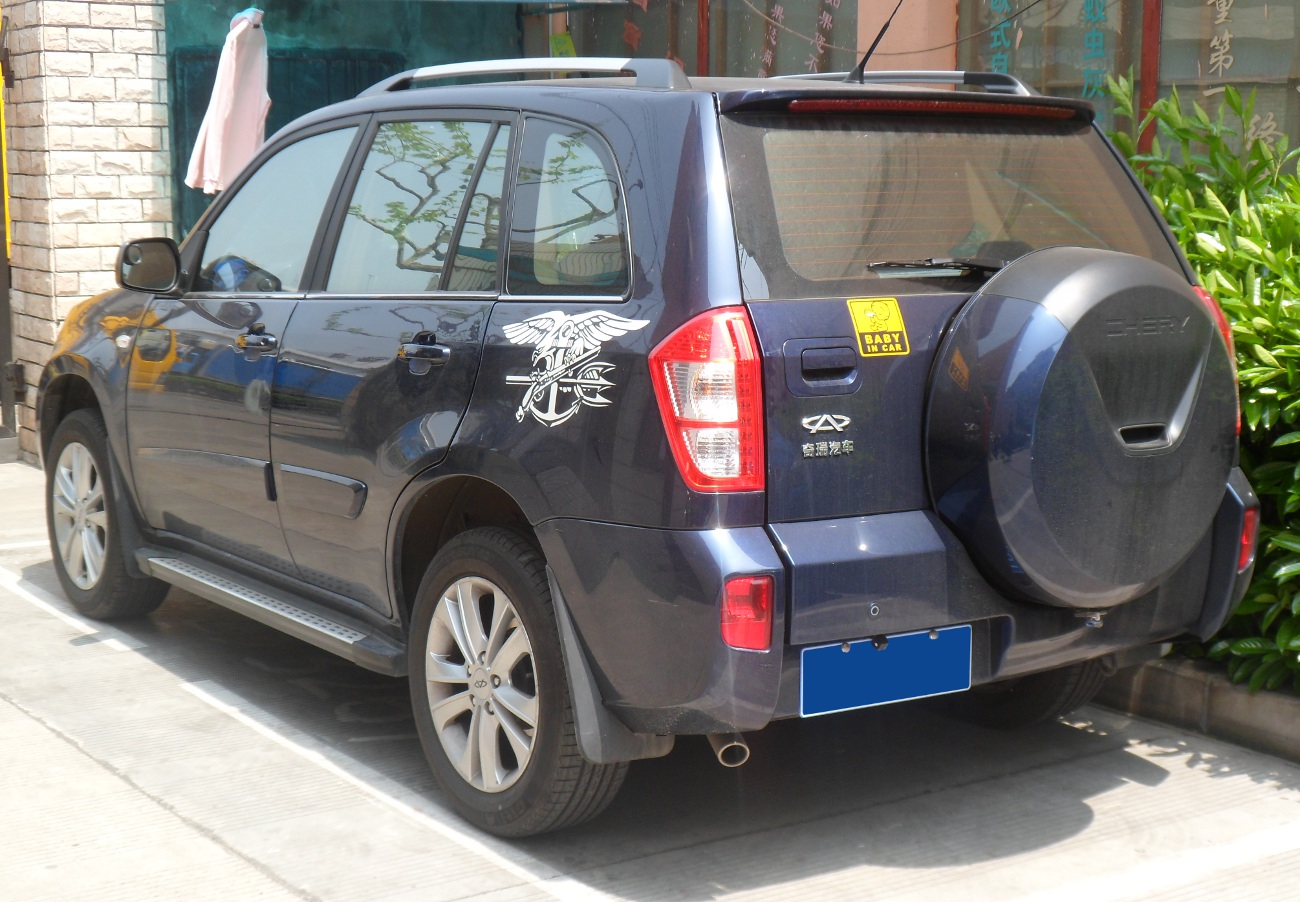
چری تیگو ۲۰۱۰

### ۲۰۱۴
در طول نمایشگاه خودروی پکن ۲۰۱۴، چری دومین فیس‌لیفت از چری تیگو را معرفی کرد و در این فیس‌لیفت بود که نام آن را به چری تیگو ۳ تغییر داد. این خودرو با نام جدیدش حالا به‌عنوان ارزان‌ترین عضو خاندان چری تیگو به حساب می‌آمد. این خودرو مجهز به یک موتور ۱٫۶ لیتری با قدرت ۱۲۶ اسب بخار و گشتاور ۱۶۰ نیوتن متر است که با جعبه‌دنده‌های ۵ سرعتهٔ دستی و یا سی‌وی‌تی جفت می‌شود.

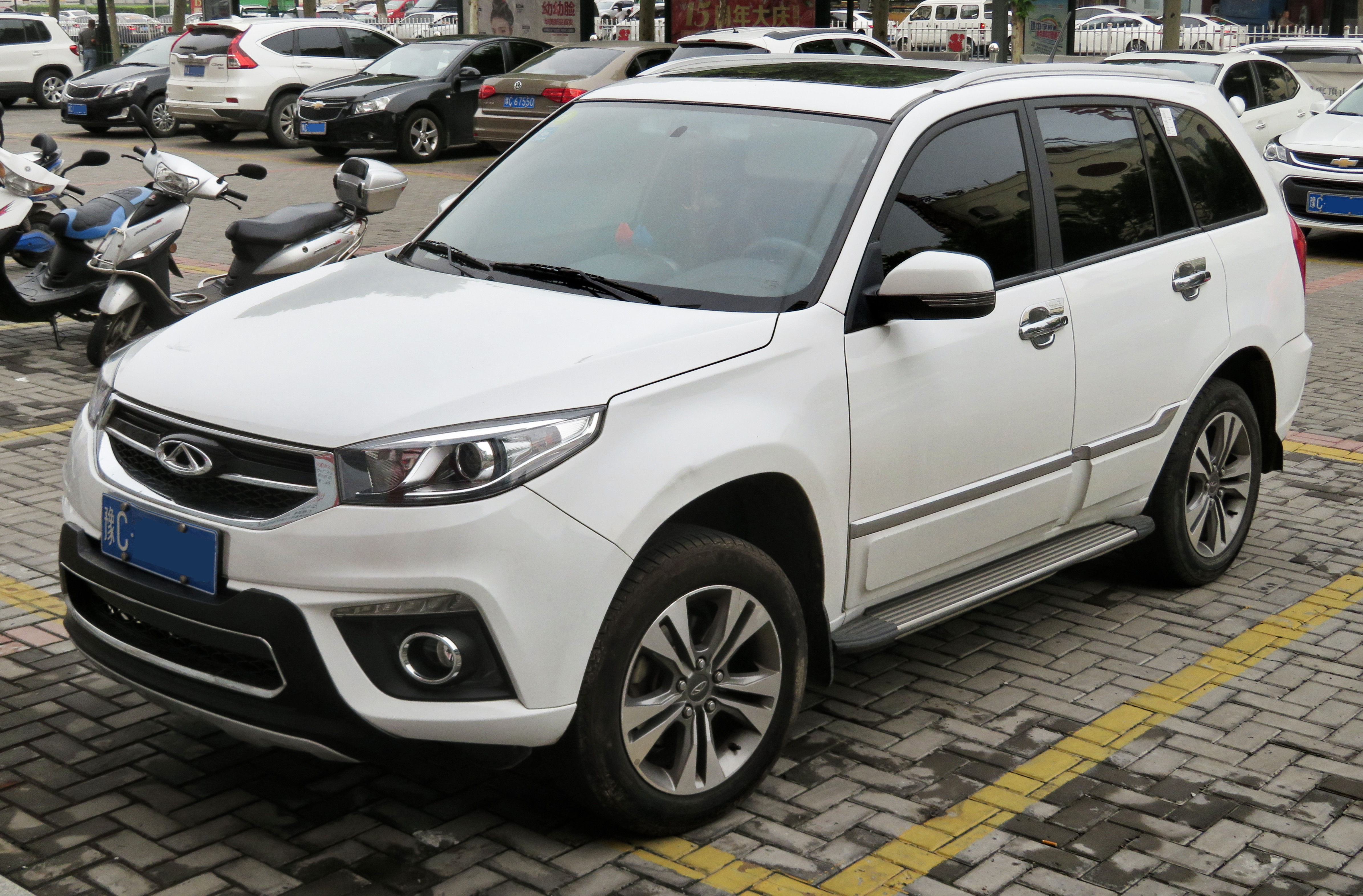
چری تیگو ۳ ۲۰۱۴
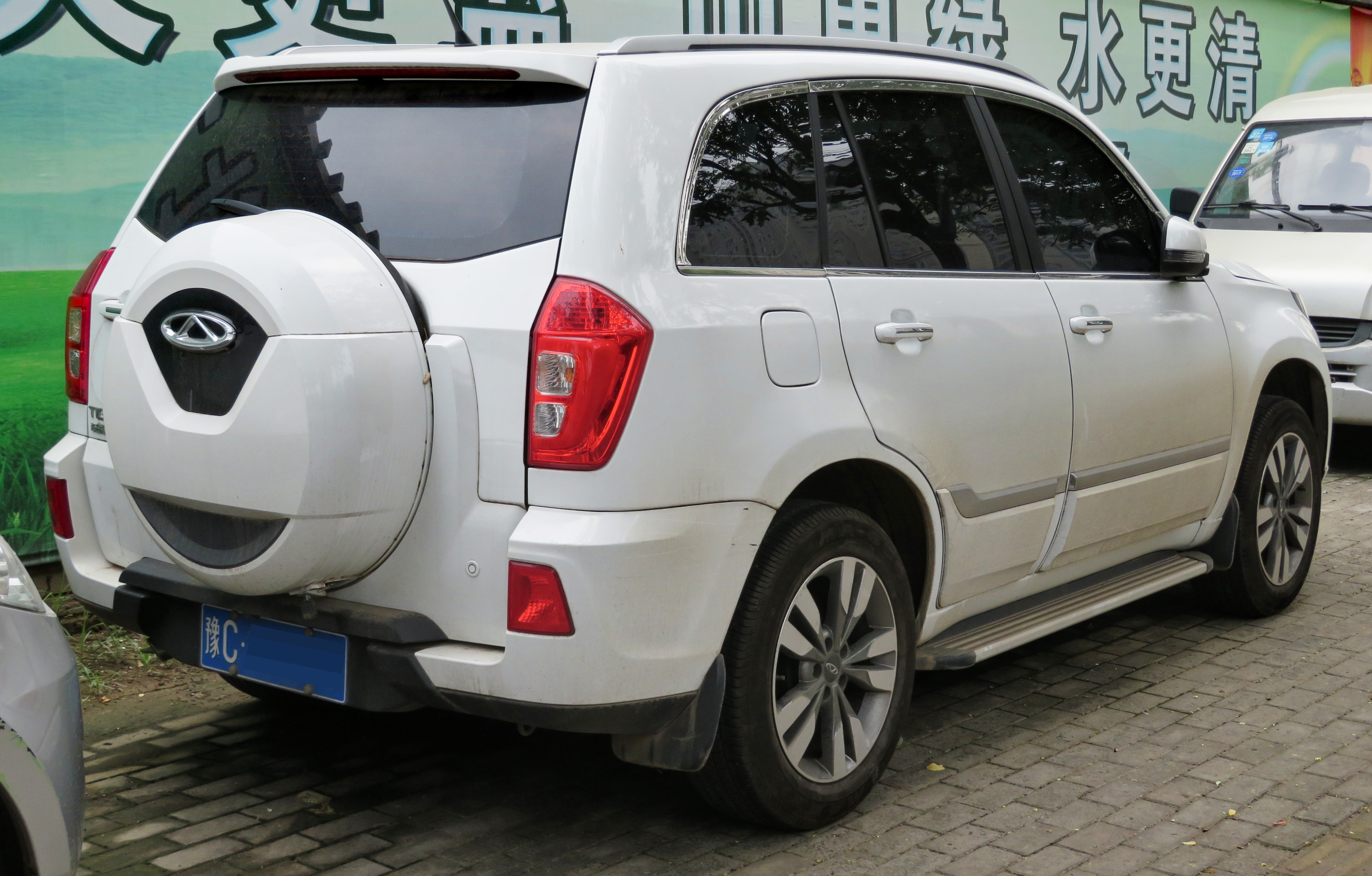
چری تیگو ۳ ۲۰۱۴

### ۲۰۲۰
این خودرو در سال ۲۰۲۰ برای سومین بار دچار فیس‌لیفت شد. شرکت چری یک مدل ویژه از این خودرو را با نام «مدل میلیونی» عرضه کرد که دارای تزئینات طلایی در داخل بود. این فیس‌لیفت با موتورهای ۱٫۵ لیتری با قدرت ۱۱۶ اسب بخار و گشتاور ۱۴۳ نیوتن متر و ۲٫۰ لیتری با قدرت ۱۳۹ اسب بخار و گشتاور ۱۸۴ نیوتن متر عرضه شده که با جعبه‌دندهٔ ۵ سرعتهٔ خودکار جفت می‌شود. در برخی بازارها (از جمله ایران) این خودرو با موتور ۱٫۵ لیتری مجهز به توربوشارژر نیز عرضه شده‌است. این موتور با قدرت ۱۴۷ اسب بخار و گشتاور ۲۱۰ نیوتن متر با جعبه‌دندهٔ ۹ سرعتهٔ مصنوعی سی‌وی‌تی جفت می‌شود.

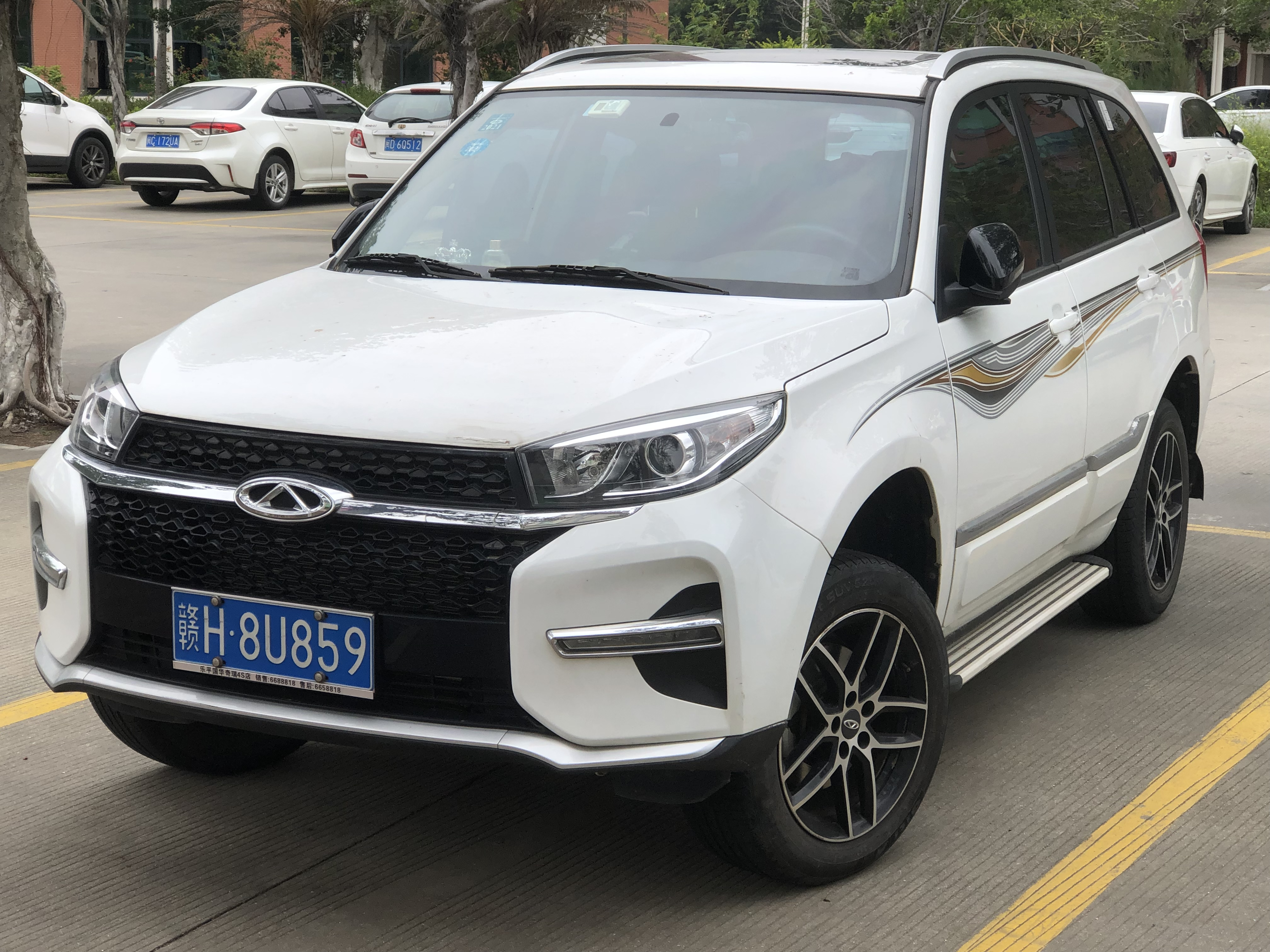
چری تیگو ۳ ۲۰۲۰
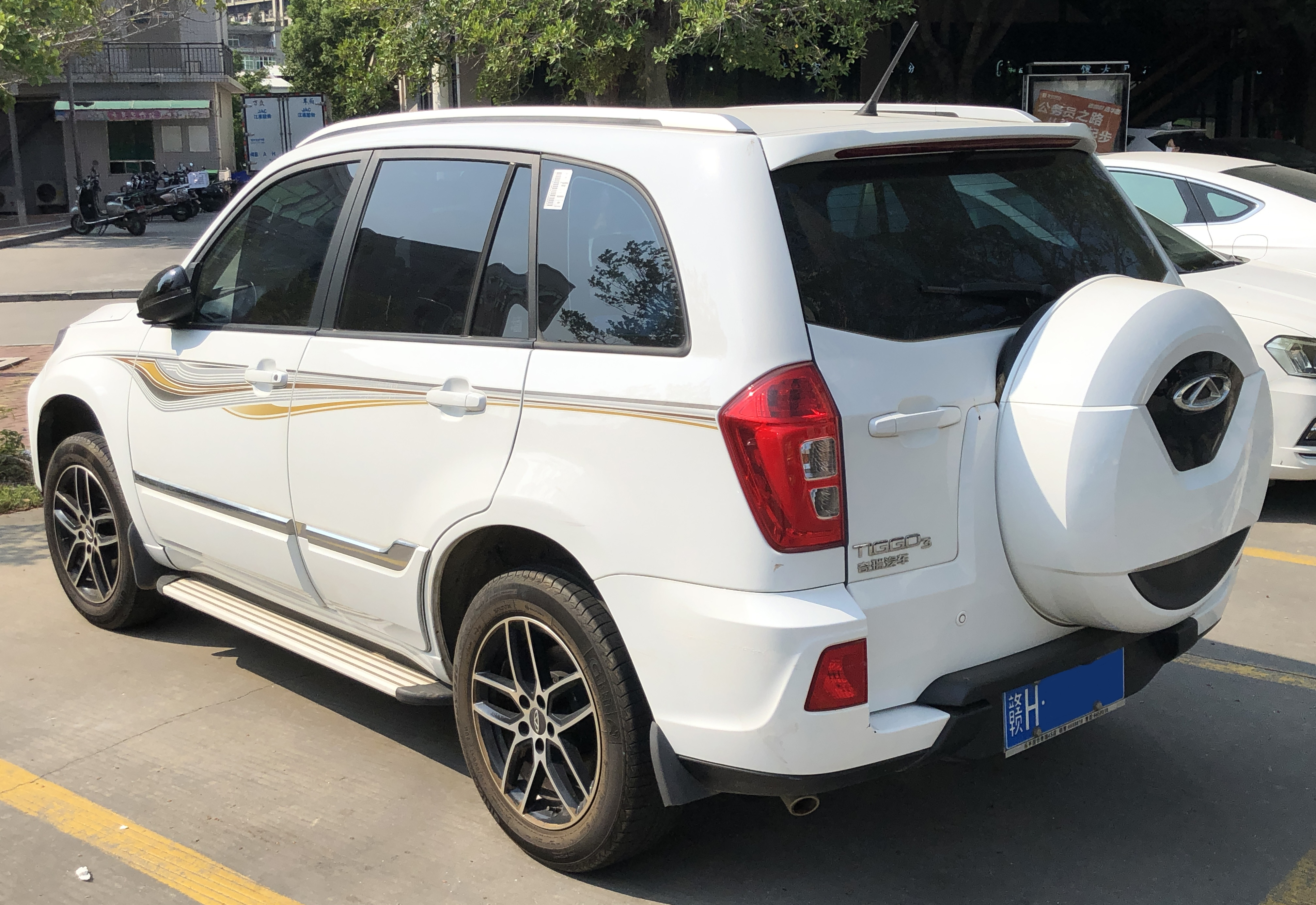
چری تیگو ۳ ۲۰۲۰

## ایمنی
مؤسسهٔ ای‌ان‌سی‌ای‌پی در اکتبر سال ۲۰۱۱ بر روی این خودرو تست تصادف انجام داد. این خودرو در طول آزمون عملکرد خوبی از خود نشان نداد و تنها موفق به دریافت ۲ ستاره از ۵ ستاره شد. این در حالی بود که ایمنی خودرو از بغل همچنان آزمایش نشده بود. پس از اینکه چری فراخوانی برای اصلاح برخی مشکلات مربوط به حفاظت از ضربه جانبی صادر کرد؛ این آزمون بر روی آن انجام شد و حداکثر امتیازی که می‌توانست در آزمون برخورد جانبی به دست آورد را دریافت نمود. با این حال، حتی کسب حداکثر امتیاز در آزمون برخورد جانبی برای بهبود امتیاز ایمنی خودرو به بیش از دو ستاره کافی نبود.
تیگو ۳ ساخت چین در ابتدایی‌ترین مدل خود برای بازارهای آمریکای لاتین با ۲ کیسهٔ هوا و بدون کنترل پایداری الکترونیکی در سال ۲۰۱۹ امتیاز صفر ستاره برای سرنشینان بزرگسال و ۱ ستاره برای نوزادان را از لاتین ان‌سی‌ای‌پی دریافت کرد.